# Jar

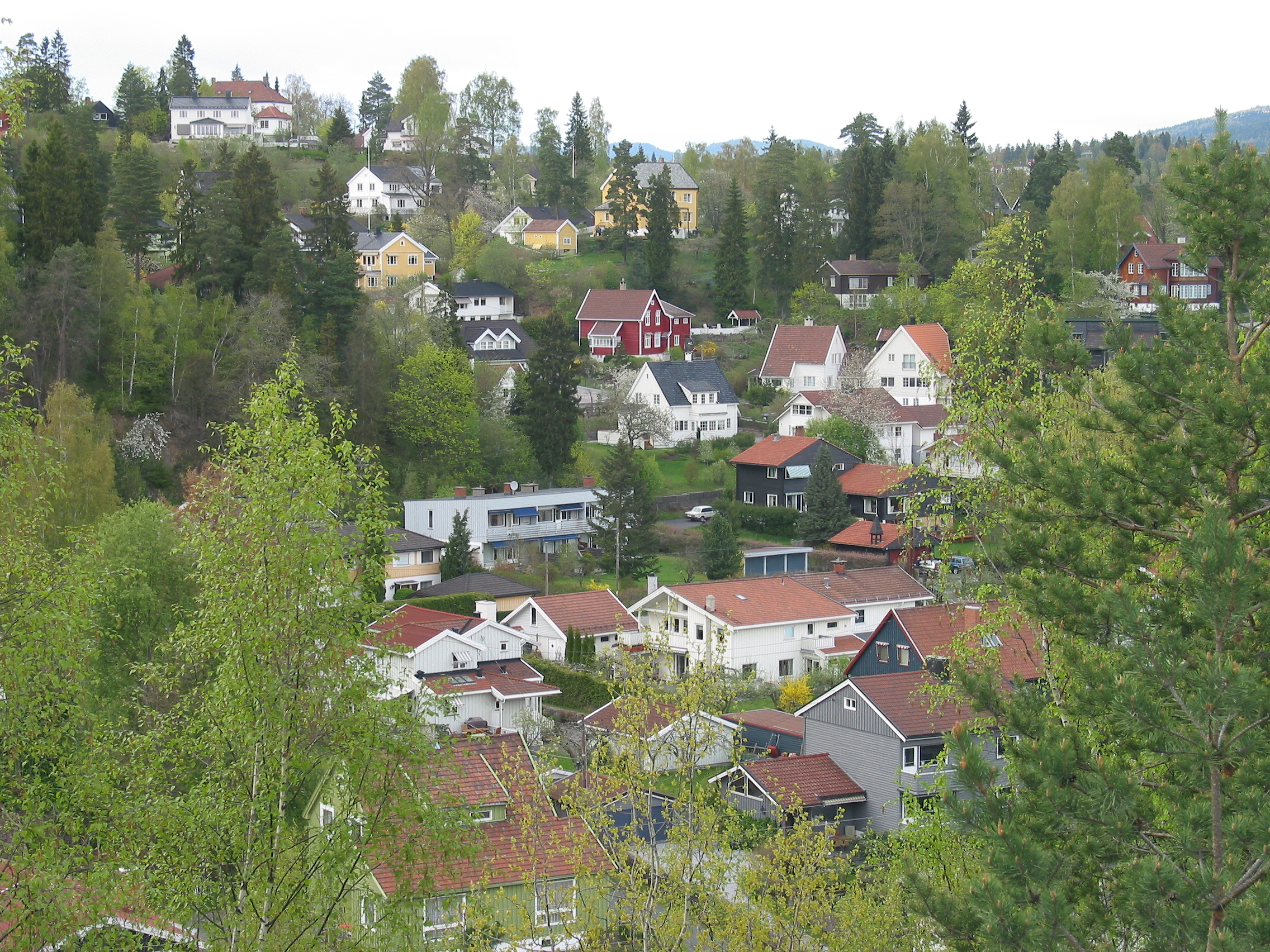
En del av Jar sedd från Malurtåsen.

Jar är ett område i Bærums kommun i Akershus fylke i Norge. Det ligger strax väster om Lysakersälven som utgör gränsen mellan Oslo kommun och Bærum. Jar hade 5 793 invånare 2005. Namnet Jar kommer från fornnordiska "Jaðarr" (kant) som anspelar på av kanten mot Lysakerälvens djupa floddal. Området byggdes främst ut på 1920- och 1930-talen med fristående småhus på stora tomter. Sedan 1970-talet har tomterna delats upp i mindre och bebyggelsen därigenom förtätats.